# Uspekh
Uspekh (russisk: Успех) er en sovjetisk spillefilm fra 1984 af Konstantin Khudjakov.

## Medvirkende
- Leonid Filatov som Gennadij Fetisov
- Alisa Freindlich som Zinaida Nikolajevna Arsenjeva
- Aleksandr Zbrujev som Oleg Zujev
- Lev Durov som Pavlik Platonov
- Larisa Udovitjenko som Alla Saburova